# Stygogidiella atlantica
Stygogidiella atlantica is een vlokreeftensoort uit de familie van de Bogidiellidae. De wetenschappelijke naam van de soort is voor het eerst geldig gepubliceerd in 1991 door Sànchez.